# Marjeyoun (distrito)
Marjeyoun (ou Marjayoun; em árabe مرجعيون) é um distrito libanês localizado na província de Nabatiye. A capital do distrito é a cidade de Marjeyoun.